# Bondy (district)
Pour les articles homonymes, voir Bondy (homonymie).
Bondy est l'un des districts de la sous-préfecture de Lisso, situé dans la préfecture de Boffa en république de Guinée,.

## Géographie

### Démographie
- En 2014, le district comptait 84 habitants selon les RGPH 2014[3].